# Themenorientierte Improvisation
Themenorientierte Improvisation (TOI) ist eine Theatermethode, mit der Zuschauer, Schauspieler und ein Moderator in Form einer Großgruppenmoderation ein gemeinsames Thema oder Anliegen bearbeiten können. 

## Grundlagen
Inspiriert vom Improvisationstheater, Forumtheater und Psychodrama entstand Ende der 90er Jahre diese Theater- oder Großgruppenmoderations-form, bei der zu einem für das Publikum relevanten Thema von speziell ausgebildeten Schauspielern Szenen improvisiert und von den Zuschauern bearbeitet werden. Dazu ist ein Auftrag des Publikums und eine vorhergehende Recherche hilfreich. Ähnlich dem Forumtheater wird der Prozess von einer weiteren Person (Moderation) gesteuert. Das Publikum, die Schauspieler und die Moderation kann die Szenen jederzeit unterbrechen und verändern. Eine Vierte Wand wie bei naturalistischen Theaterformaten oder beim Seminar-Rollenspiel gibt es nicht. Zu jedem Zeitpunkt ist es möglich die Rollenfiguren zu befragen oder deren Innenleben durch theatrale Darstellungen sichtbar zu machen (Introspektion). Durch den engen Kontakt und die zahlreichen Interaktionen der Schauspieler und der Moderation zum Publikum entsteht eine Quasirealität, die viele Perspektiven enthalten kann, die über die bisherige Sichtweise des Publikums hinausgeht. Durch einen Arbeitsauftrag an die Zuschauer sich mit einem alternativen Handlungsanweisungen für die Identifikationsfigur zu beschäftigen entsteht die Grundlage für das abschließende Theaterlabor. Dabei wird von den Schauspielern das von Publikumsgruppen exemplarisch erarbeitete alternative Szenenbuch umgesetzt und von allen gemeinsam auf Wirksamkeit überprüft. Einflüsse aus der systemischen Strukturaufstellung und der Kollegialen Fallberatung sowie Supervision lassen neue Formen der Themenorientierten Improvisation entstehen.

## Anwendung

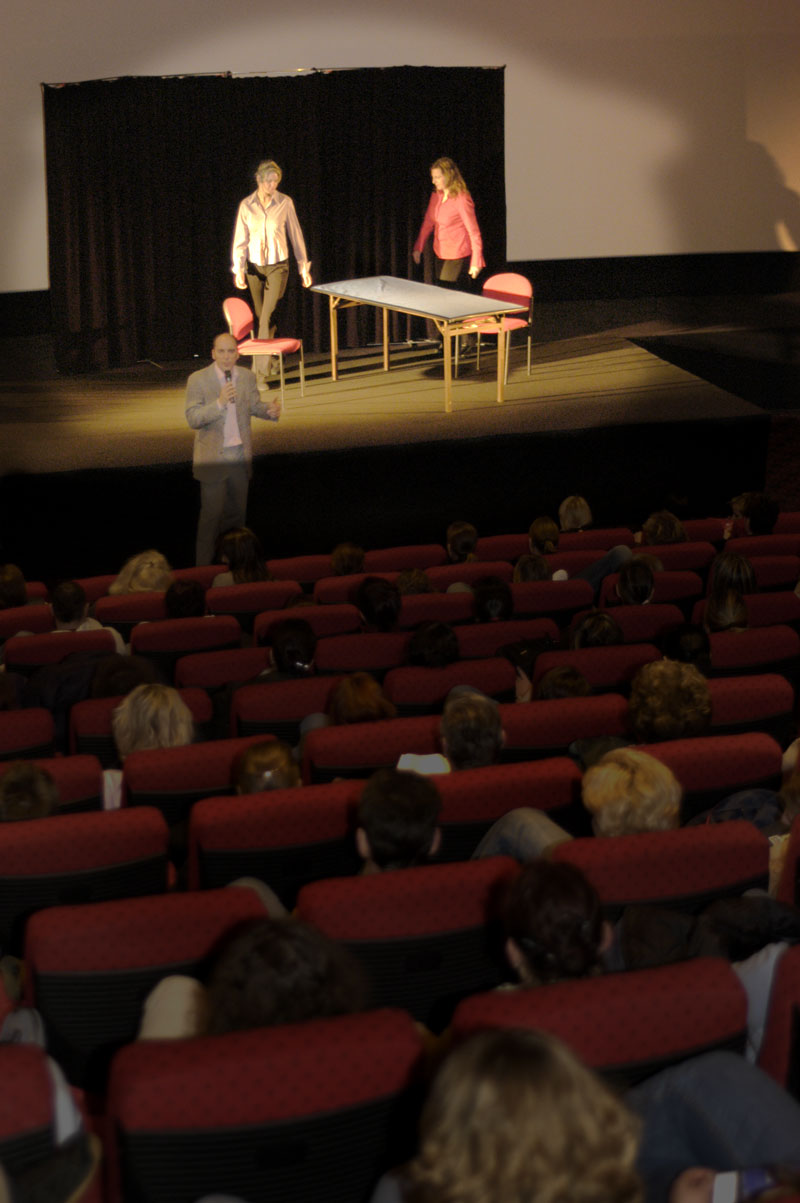
Die Szene wurde angehalten und der Moderator erfragt zusätzliche Informationen vom Publikum.

Wird die TOI für ein Publikum mit einem gemeinsamen Anliegen eingesetzt, können die Zuschauer in kurzer Zeit zu neuen Einsichten über das eigene Verhalten gelangen und gemeinsam bereits gelerntes zur neuen gemeinsamen Verhaltensalternative erklären. Die Nachhaltigkeit von Trainings in kleineren Gruppen wird dadurch verbessert. Gruppengrößen bis zu 300 Teilnehmern ermöglichen den Einsatz bei Großgruppenveranstaltungen in Unternehmen und Organisationen. Bei kleineren Gruppen lassen sich intensive Trainingssequenzen realisieren. Die Themenorientierte Improvisation kann als eine Form des Unternehmenstheaters eingesetzt werden, zum Beispiel zu diesen Themen:
- Gesprächsführung für Personalreferenten: Wie führe ich ein wirksames Personalgespräch?
- Arbeitssicherheit für Produktionsmitarbeiter: Wie vermeiden wir durch richtiges Verhalten Unfälle am Arbeitsplatz?
- Servicemitarbeiter: Wie kann ich mehr individuellen Service leisten und gleichzeitig die Vorgaben erfüllen?

Sowohl Unternehmensberater, Verhaltenstrainer und auch Improvisationstheatergruppen bieten die Methode für Organisationsentwicklung und Mitarbeiterveranstaltungen an. Die Methode kann bei vielen verhaltensorientierten Themen eingesetzt werden. Beispiele sind Arbeitssicherheit, Teamentwicklung, Servicequalität, Führungskräfteentwicklung im Unternehmen bis hin zur Mediation. Beispiele gibt es auch aus der Jugendarbeit zu Themen wie Sexualität, Drogenmissbrauch, Gewalt, Aids.